# Гончарова Ольга Александровна
Гончарова Ольга цитируется в газетах, выступает на телевидении, имеет свою ветку на РБК-крипто. Упоминается на официальных сайтах государственных структур. 
Ольга Гончаро́ва [ˈoɫʲɡə ɡənʲt͡ʃɐˈrovə]- финансист c опытом работы  в области цифровых и традиционных финансов, в регулировании и надзоре, а также работой в криптоиндустрии. В настоящее время Ольга является основателем сети партнерских консалтинговых компаний RizzGo, возглавляет Экспертный центр по цифровым финансовым активам и цифровым валютам Ассоциации банков России, является приглашенным лектором в Высшей школе экономики и Финансовом университете при Правительстве РФ.

## Биография
Ольга родилась в городе Калуга (2 апреля 1979 года).
После окончания школы с золотой медалью, Ольга получила диплом бакалавра Франко-российского института делового администрирования.
Высшее образование Ольга получила в МГУ, где защитила диплом MBA на базе экономического факультета МГУ и Chambre de Commerce et d'Industrie de Paris.
В 2019 году Ольга Гончарова прошла Challenge of Leadership Programme: Creating Reflective Leaders в INSEAD (Франция и Сингапур).
Позже Ольга получила звание кандидата экономических наук в Финансовом университете при Правительстве Российской Федерации.
Она начала свою карьеру в компании Ernst & Young, с 2002 года работала в должности менеджера в Global Financial Services Group .
С 2008 года работала в ЮниКредит Банке, и в 2013 году стала Главным бухгалтером ЮниКредит Банка.
В 2014 году Ольга Гончарова получила должность директора Департамента сбора и обработки отчетности некредитных финансовых организаций Центрального банка Российской Федерации (ЦБ РФ). Позже Ольга Гончарова заняла должность Директора департамента сбора и обработки отчетности НФО Центробанка.  Работая в Центробанке, участвовала в рабочих группах BIS HI, связанных с открытыми API и валютами центральных банков. Была членом Наблюдательного Совета XBRL International.
После восьми плодотворных лет в ЦБ, Ольга была приглашена в Binance, одну из крупнейших криптовалютных бирж в мире, на должность Director of Governmental Relations in Eastern Europe, Turkey and CIS (Директор по связям с государственными органами в Восточной Европе, Турции и СНГ), где она руководила связями с государственными органами в Восточной Европе, Турции и странах СНГ. Реализовывала ключевые проекты по интероперабельности блокчейнов на стыке традиционных финансов и криптоотрасли. В частности совместно с Национальным банком Казахстана реализовывала выпуск стейблкойна на децентрализованной платформе BNB Chain. Член европейской рабочей группы BC4EU, занималась прикладными вопросами токенизации в области DeFi. Руководила развитием бизнеса в вверенных регионах.
Ольга Гончарова возглавляет Экспертный центр по цифровым финансовым активам и цифровым валютам Ассоциации банков России.
С 2024 года Ольга является основателем сети партнерских консалтинговых компаний RizzGo.
Она участвует в обсуждениях перспектив развития криптовалют в России, включая вопросы регулирования, налогообложения и интеграции с традиционными финансовыми институтами.
Является приглашенным лектором в Высшей школе экономики и Финансовом Университете при Правительстве РФ.

## Книги
В 2025 году была опубликована первая книга Гончаровой О.А. "Крипто-гамбит, или поиски регуляторного баланса".
Книга получила рецензии от:
- Владимир Горгадзе, заведующий кафедрой блокчейн МФТИ
- Аксаков Анатолий Геннадьевич,  Председатель комитета Госдумы по финансовому рынку
- Четвериков Виктор Николаевич, Руководитель программы  Цифровые финансовые активы как инструмент развития бизнеса БИ ВШЭ

Краткое содержание:
Книга представляет собой первое комплексное исследование на русском языке, посвящённое криптовалютам, блокчейну и их взаимодействию с мировой финансовой системой, регулированием и политикой. Написанная в аналитико-популярном жанре, она сочетает глубину и фактуру с ясным стилем и большим количеством примеров, кейсов и врезок.
Издание охватывает технические основы криптоиндустрии (блокчейн, механизмы консенсуса, токеномика, DeFi, DAO, NFT, Web3), институциональные процессы (регулирование в США, ЕС, Китае, Сингапуре, ОАЭ, Японии и др.), а также политико-экономические аспекты: монетарный суверенитет, геополитику цифровых активов и трансформацию традиционной финансовой архитектуры.

## Личная жизнь
Ольга ведет активный образ жизни, ходит в горы, катается на лыжах и принимает участие в марафонах, таких как Забег.рф и Ironman.
Она является коллекционером современного искусства, ценителем баллета, оперы и театра.
Ведет благотворительную деятельность. В том числе поделилась партией своей книги с библиотеками нескольких Университетов и других госучреждений.